# عن العشق والهوى (فلم)
عن العشق والهوى فيلم مصري من إنتاج عام 2006، بطولة أحمد السقا، منى زكي، ومنة شلبي، وإخراج كاملة أبو ذكري.

## قصة الفيلم
تدور أحداث الفيلم عن قصة حب تجمع بين عمر «أحمد السقا» وعلياء «منى زكي» حيث يقرر عمر الزواج منها، إلا أنه يكتشف أن شقيقتها فاطمة «غادة عبد الرازق» تعمل في أحد البارات وسيئة السمعة، فيتردد في إتمام الزواج ويقرر الابتعاد عنها أملاً في البحث عن حبيبة جديدة بمواصفات يقبلها وتلائم المجتمع، وبالفعل يتزوج من قسمت «بشرى» زواجاً تقليدياً، بينما تتزوج «علياء» من جارها العاشق لها منذ الطفولة، ولكن سرعان ما يتسرب الملل لكل من عمر وعلياء بسبب فشلهما في نسيان حبهما القديم، ويعيش عمر قصة حب جديدة مع مديرة مكتبه «منة شلبي» ثم يتزوجها سراً بينما تصبح عالية أسيرة لذكرياتها معه. وبالتالي يتجلى عنوان الفيلم عن العشق والهوى عما نسببه للآخرين من حبهم لنا، من خلال أن من يحبوننا ويخلصون لنا أحيانا نجرحهم.

## فريق العمل

### بطولة
- أحمد السقا
- منى زكي
- منة شلبي
- خالد صالح
- مجدي كامل
- غادة عبد الرازق
- طارق لطفي
- بشرى
- شريف منير
- أحمد عنان
- الإخراج: كاملة أبو ذكري
- التأليف: تامر حبيب

## أغنية الفيلم
قامت بغناء أغنية الفيلم "كثير بنعشق" الفنانة شيرين عبد الوهاب فلخصت من خلال صوتها قصة الفيلم وما يحمله من معان ومواقف

## جدل بعد سنين
رغم مرور أكثر من ستة عشر عاماً على تاريخ عرضه في السينما والقنوات والمنصات العربية، فجرت مخرجة الفيلم كاملة أبو ذكري عن مفاجأة من العيار الثقيل حيث قالت بلقاء تلفزيوني عام 2023 بأن الفيلم قد فشل وفشله هذا تسبب بجلوسها في المنزل دون عمل لأربعة سنوات وأن الفيلم كان بمثابة التجربة القاسية، بل وأنها لا تتحمل مشاهدة ولو مشهد واحد منه.

## وصلات خارجية
- مقالات تستعمل روابط فنية بلا صلة مع ويكي بيانات
- صفحة الفيلم على موقع سيما